# Gora Dezhnëva
Gora Dezhnëva (englische Transkription von russisch Гора Дежнёва Gora Deschnjowa) ist ein Nunatak im ostantarktischen Königin-Maud-Land. Er ragt südöstlich der Blåklettane am südwestlichen Ende des Gebirges Sør Rondane auf.
Russische Wissenschaftler benannten ihn. Der weitere Benennungshintergrund ist nicht überliefert.